# Anton Rom
Anton "Toni" Rom, född 10 mars 1909, död 30 december 1994, var en tysk roddare.
Rom blev olympisk guldmedaljör i fyra utan styrman vid sommarspelen 1936 i Berlin.